# Гуэй, Люси
Люси Гуэй (англ. Lucie Guay; 12 декабря 1958, Монреаль) — канадская гребчиха-байдарочница, выступала за сборную Канады во второй половине 1970-х — первой половине 1980-х годов. Бронзовая призёрша летних Олимпийских игр в Лос-Анджелесе, победительница регат национального и международного значения.

## Биография
Люси Гуэй родилась 12 декабря 1958 года в Монреале. Активно заниматься греблей на байдарках начала в раннем детстве, проходила подготовку в одном из местных гребных клубов. Первого серьёзного успеха на взрослом международном уровне добилась в 1975 году, когда впервые попала в основной состав канадской национальной сборной — впоследствии выступала на семи чемпионатах мира, но ни разу не смогла попасть на них в число призёров.
В 1980 году, будучи в числе лидеров гребной команды страны, должна была участвовать в летних Олимпийских играх 1980 года в Москве, однако Канада по политическим причинам бойкотировала эти соревнования, и в итоге Гуэй там не выступила. Спустя четыре года она всё же прошла квалификацию на Олимпиаду в Лос-Анджелесе, где заняла седьмое место в одиночках и завоевала бронзовую медаль в четвёрках — вместе с напарницами Сьюзан Холлоуэй, Александрой Барре и Барбарой Олмстед. Это были первые олимпийские медали Канады в гребле на байдарках среди женщин. При всём при том, страны социалистического лагеря опять же по политическим причинам бойкотировали эти соревнования, и многих сильнейших спортсменов из ГДР, Восточной Европы и СССР здесь попросту не было.
Гуэй имеет высшее образование, окончила Оттавский университет, где обучалась на факультете физической культуры. Завершив карьеру профессиональной спортсменки, работала оратором-мотиватором, пропагандировала спорт и здоровый образ жизни, была спортивным комментатором на каналах Канадской телерадиовещательной корпорации, в частности комментировала соревнования на летних Олимпийских играх 1988 года в Сеуле.